# Naturschutzgebiet Ruhraue Stiepel
Das Naturschutzgebiet Ruhraue Stiepel (NSG-Kennung BO-009) mit einer Größe von 194,31 ha liegt im südlichen Bereich des Bochumer Stadtgebietes an der Grenze zur Stadt Hattingen im Ennepe-Ruhr-Kreis. Das Schutzgebiet erstreckt sich über den Bereich der ehemaligen Wassergewinnungsanlage zwischen dem Ortsteil Rauendahl im Westen und Alter Fähre in Bochum-Stiepel im Osten sowie zwischen dem Fluss Ruhr im Süden und der Rauendahlstraße und Brockhauser Straße im Norden.

## Gebietsbeschreibung
Das im Jahr 2020 unter Naturschutz gestellte Gebiet umfasst wertvollen Wiesenbestände, gut ausgeprägte Heckenstrukturen, Teile des Rauendahlbaches und des Knöselsbaches, eine Streuobstwiese, den Bereich des Ruhrufers, die Filterbecken der Wassergewinnung sowie Ackerfluren und bewaldete Bereiche.
Die grasbestandenen Uferlandschaft an der Ruhr in Stiepel ist Heimat vieler seltener Vogelarten: Eisvögel, Feldlerchen, Uferschwalben und Feldschwirle gehören zu den festen Bewohnern, während Bekassinen, Steinschmätzer, Kampfläufer und Braunkehlchen sowie Weißstörche, Kiebitze und Gartenrotschwänze zu den Duchzüglern gehören. In den Wiesen finden auch kleineren Vögeln Schutz vor den über ihnen kreisenden größeren Arten wie Wespenbussard, Schwarzmilan oder Habicht.
In den Bächen sind zahlreiche Reptilien, darunter Feuersalamander wie auch verschiedene Molch- und Froscharten zu Hause. Die Ruhraue ist zudem Heimat zahlreicher Insektenarten, wie z. B.: Kleines Wiesenvögelchen, Kleine Mosaikjungfer und Blauflügel-Prachtlibelle.

## Schutzziele
Die Schutzausweisung dient
- der Erhaltung und Wiederherstellung der Leistungsfähigkeit des Naturhaushaltes,

- der Erhaltung und Entwicklung schutzwürdiger Biotope und wegen der Bedeutung des Gebietes als Rastplatz und Lebensraum für in Nordrhein-Westfalen gefährdete oder bedrohte Tier- und Pflanzenarten,

- dem Schutz der Bestände gefährdeter bodenbrütender Vogelarten,

- der Erhaltung des vielfältig strukturierten Landschaftsraumes (Ruhraue und Ruhrufer mit fragmentarisch ausgebildetem Röhricht und Weidestreifen, Laichbecken, extensiv genutzte Wiesenflächen, Kopfbaumreihen), wegen seiner Bedeutung für das Landschaftsbild,

- sowie wegen der Vielfalt, Eigenart und Schönheit der Landschaft,

- der Erhaltung der schutzwürdigen fruchtbaren Böden mit sehr hoher Regelungs- und Pufferfunktion und Böden mit sehr hohem Biotopentwicklungspotential.[3]

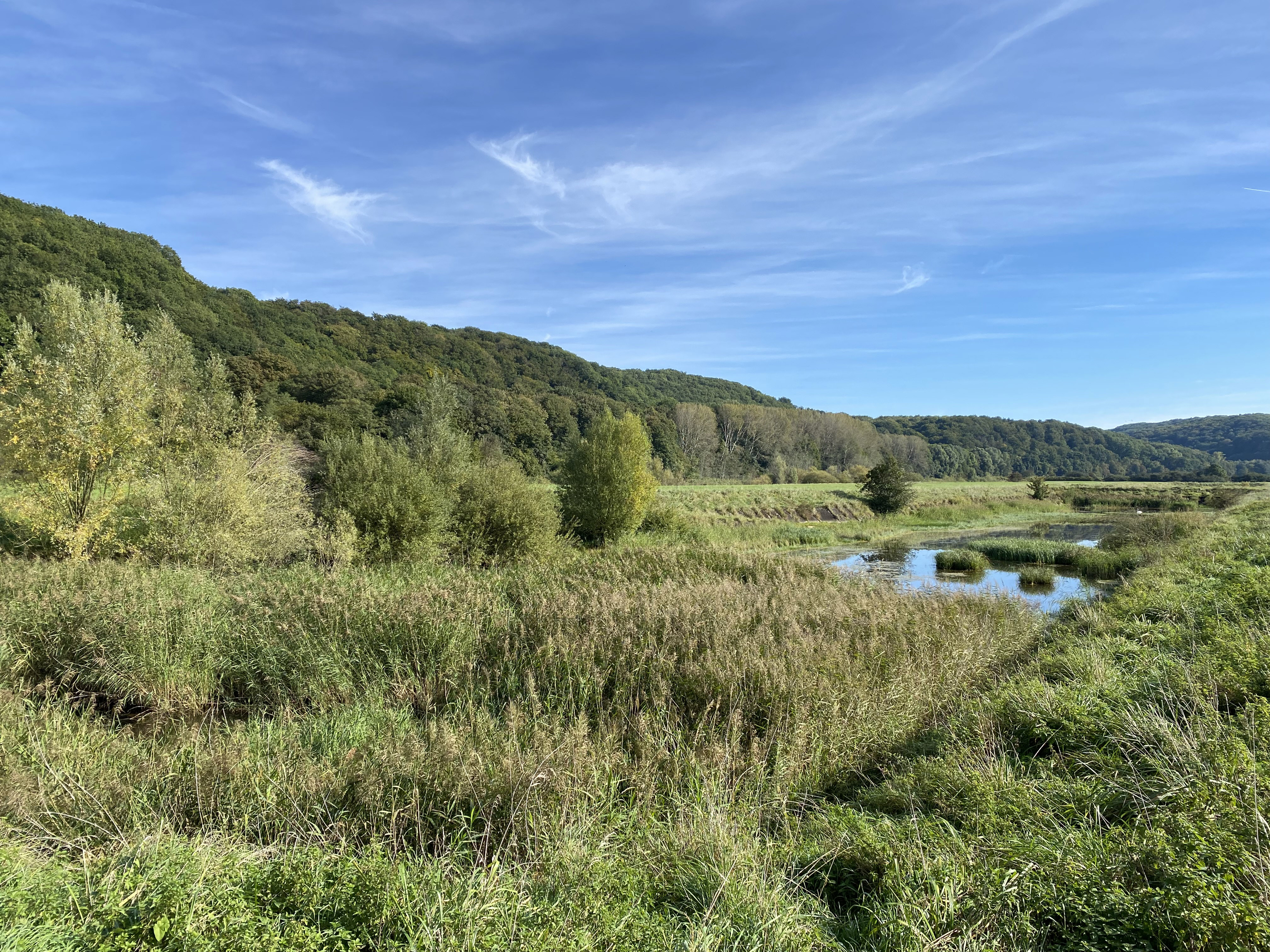
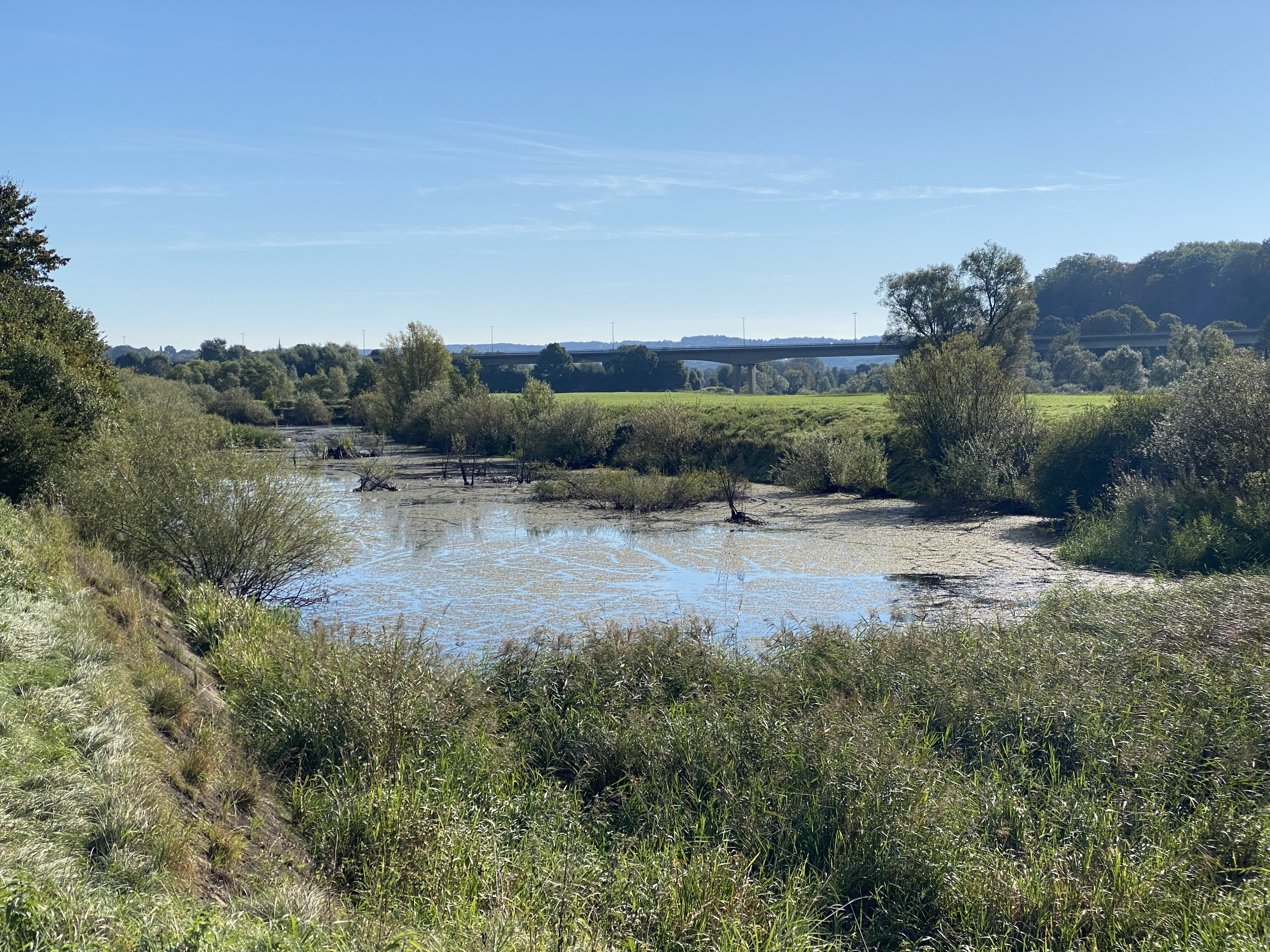
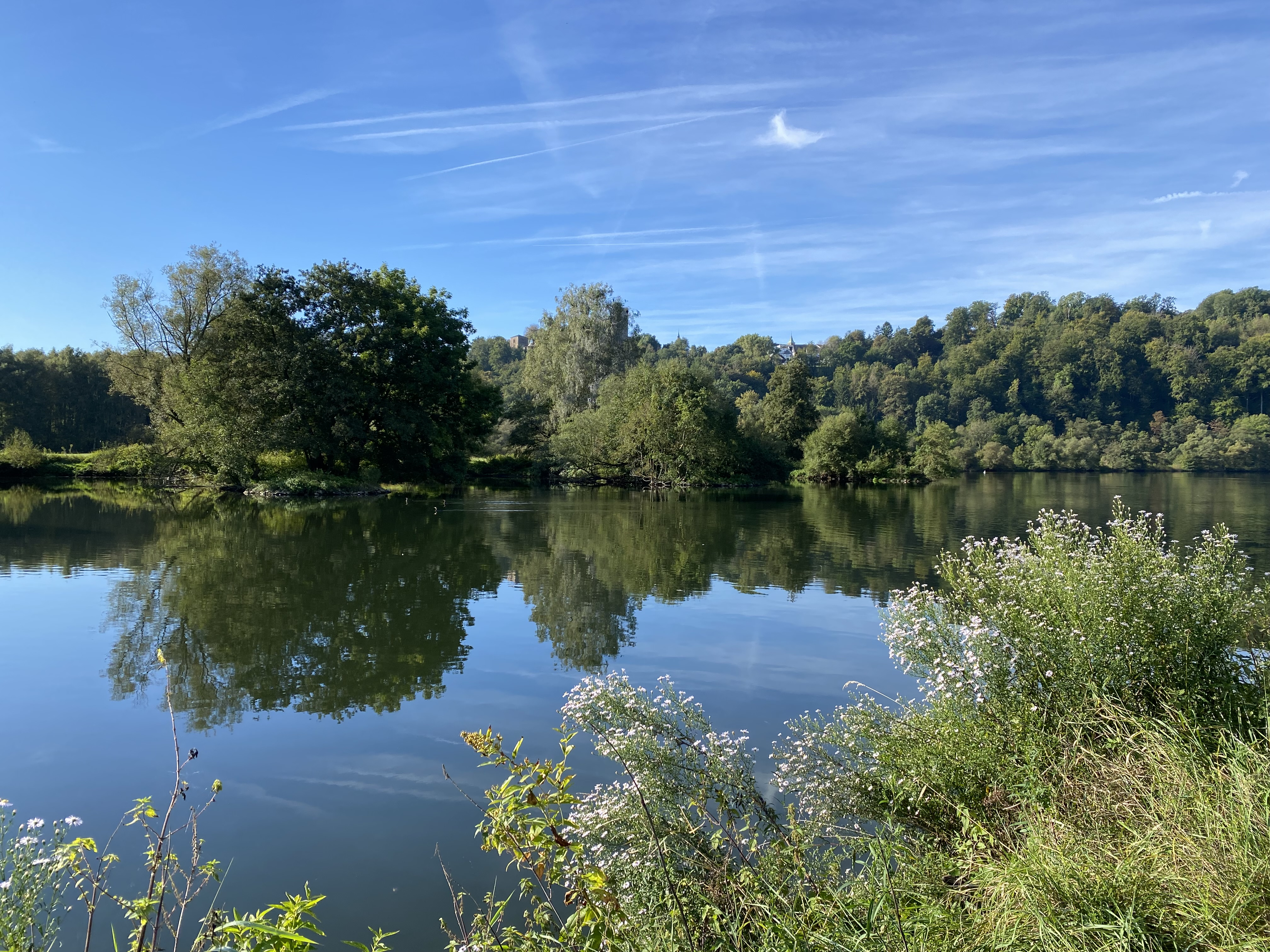
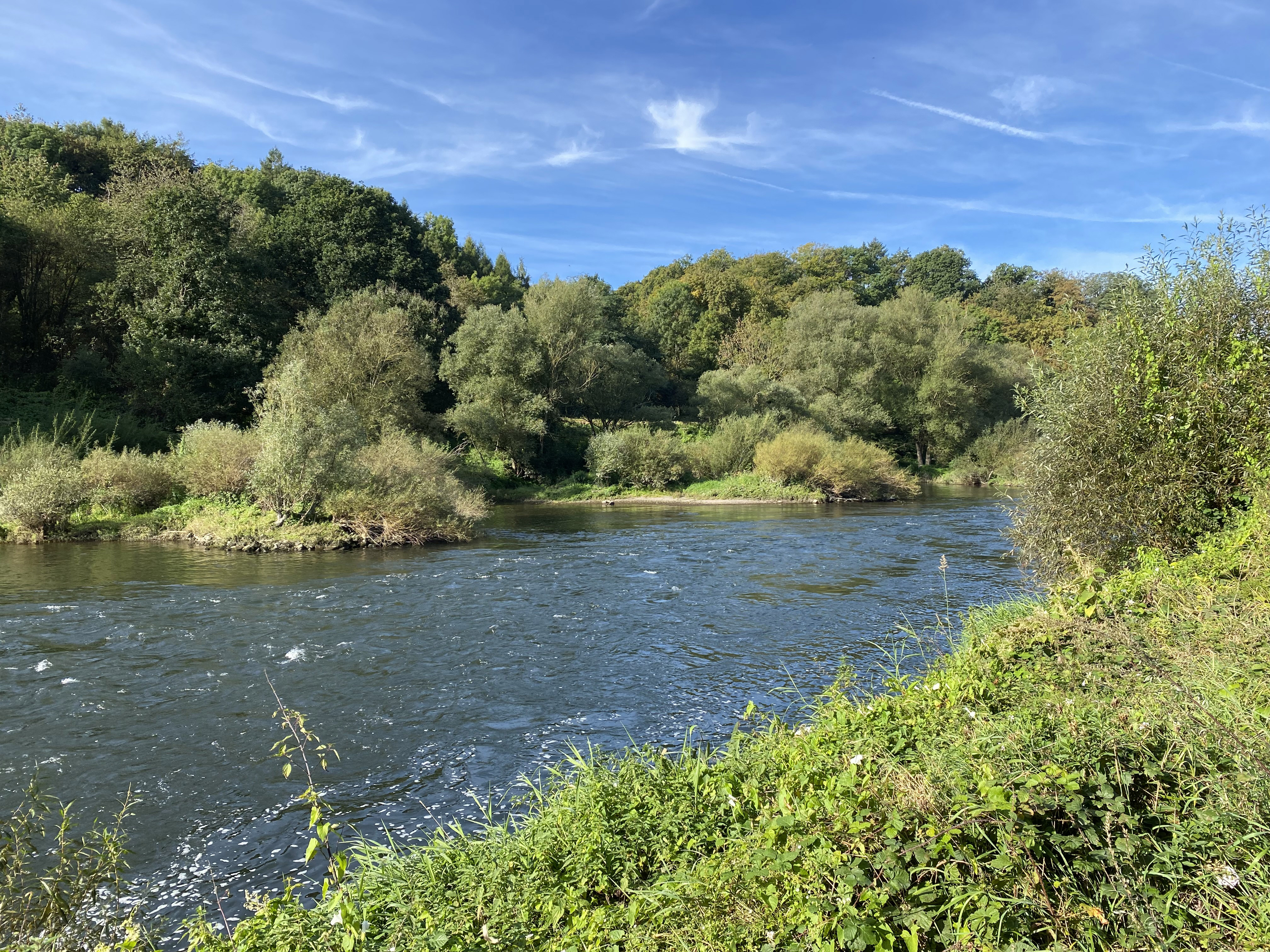
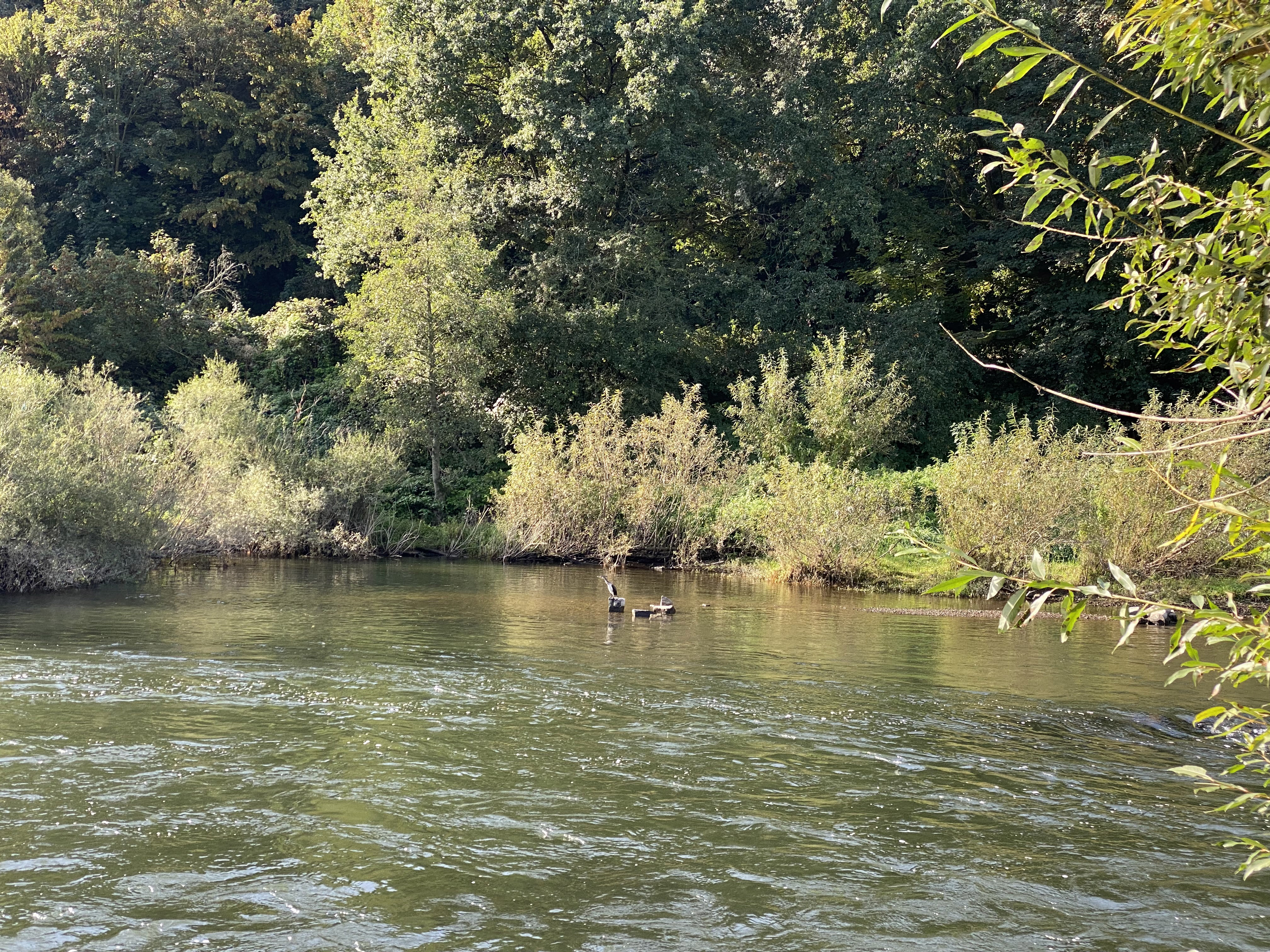
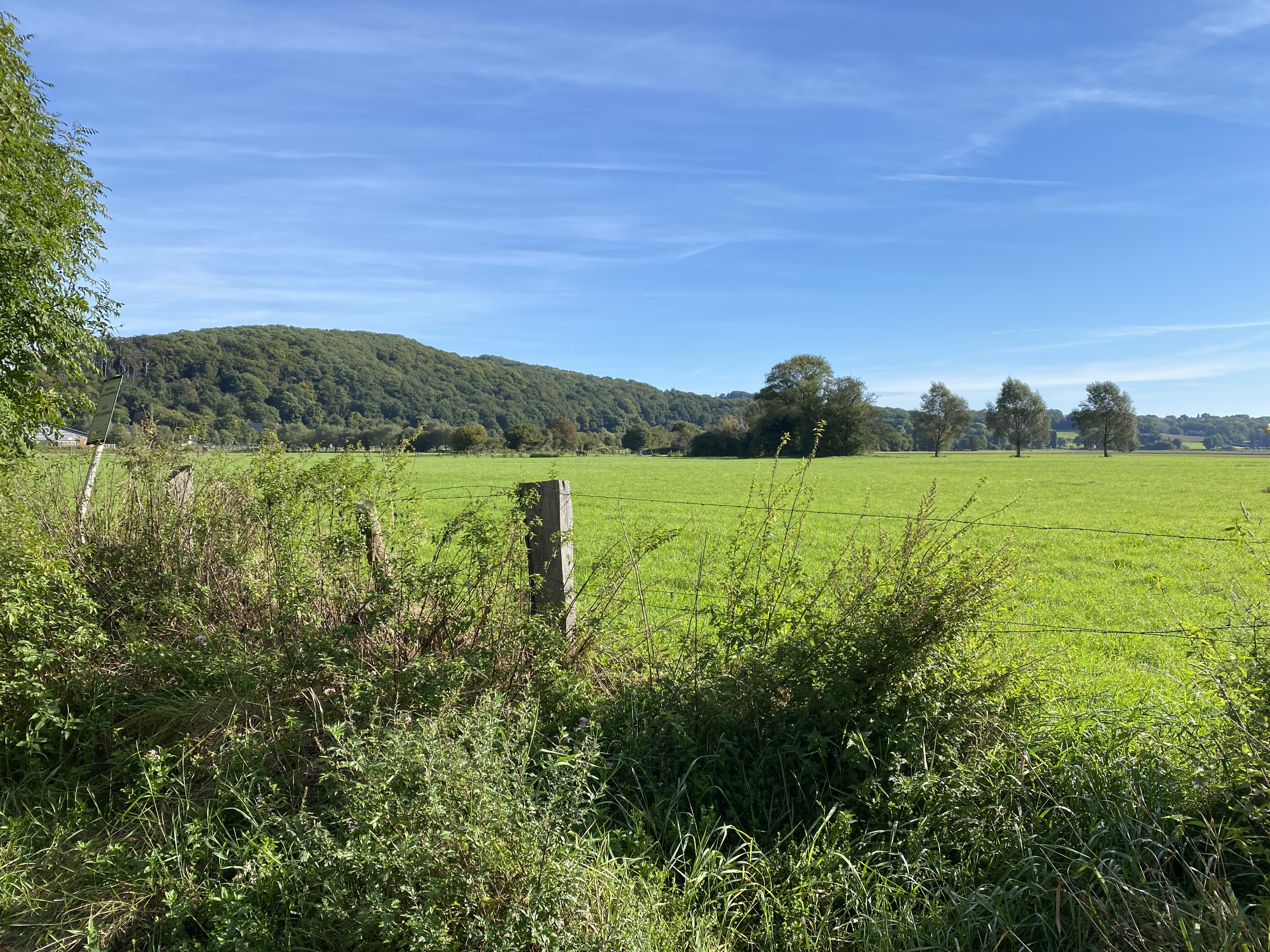
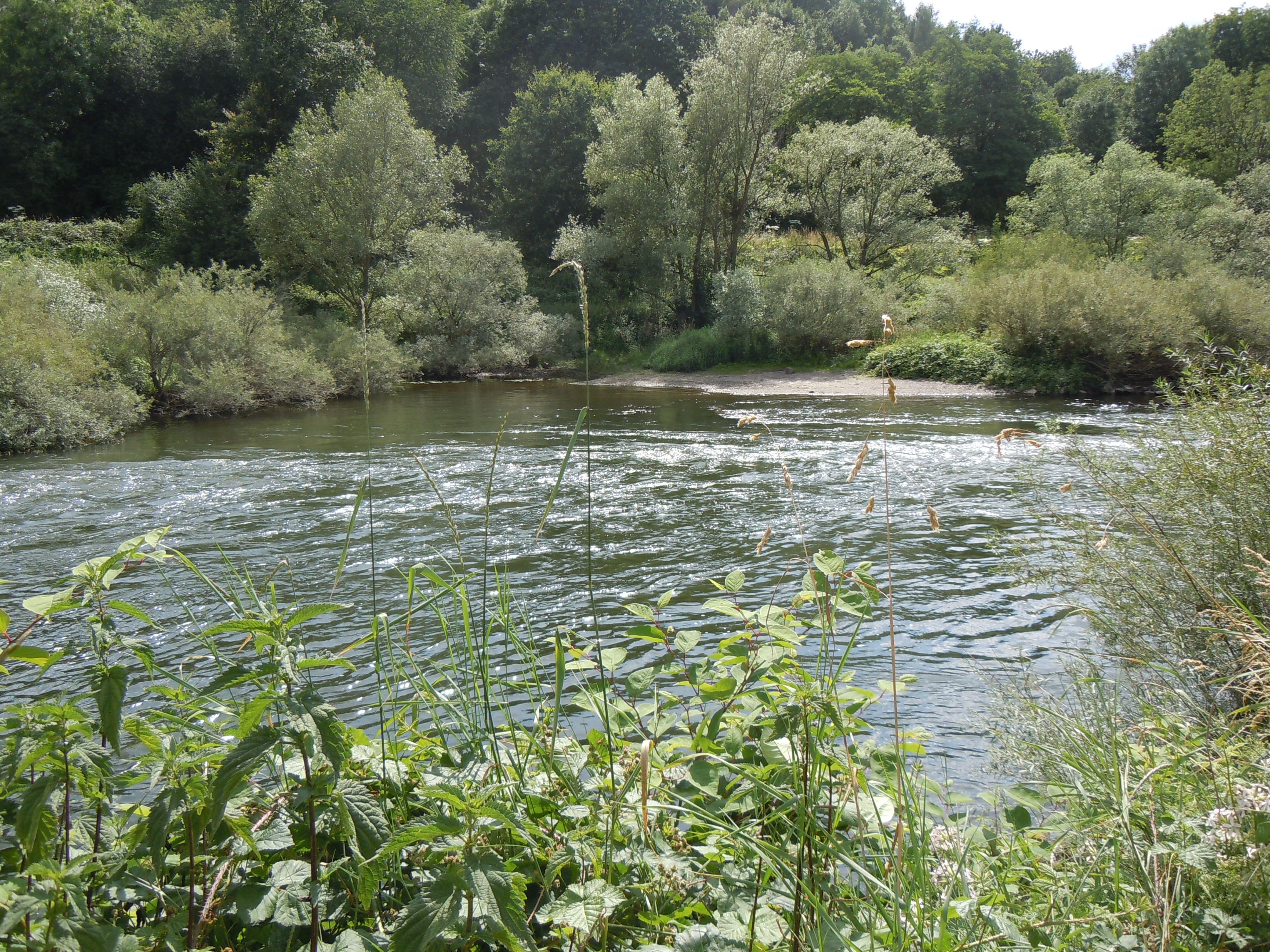
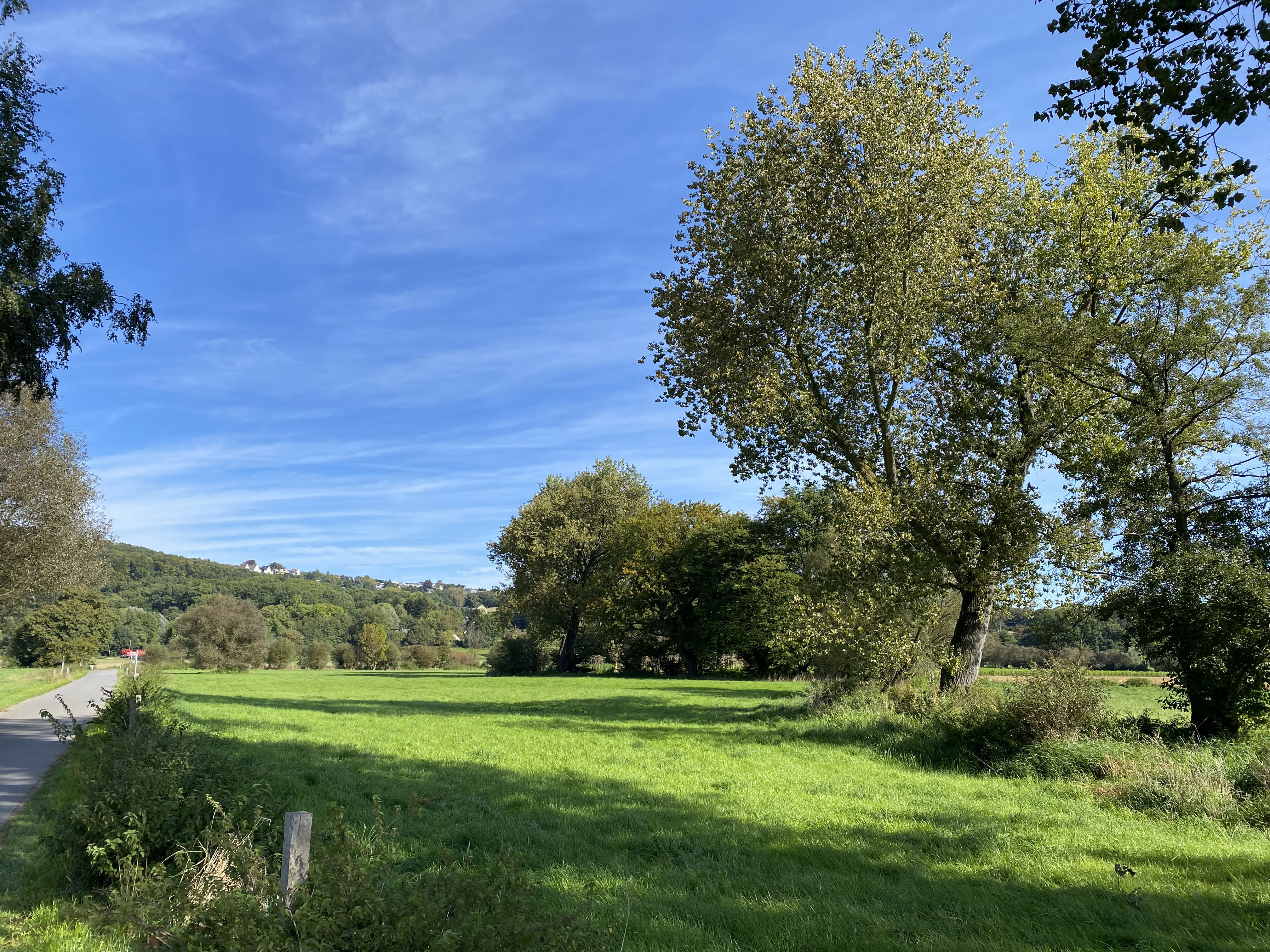
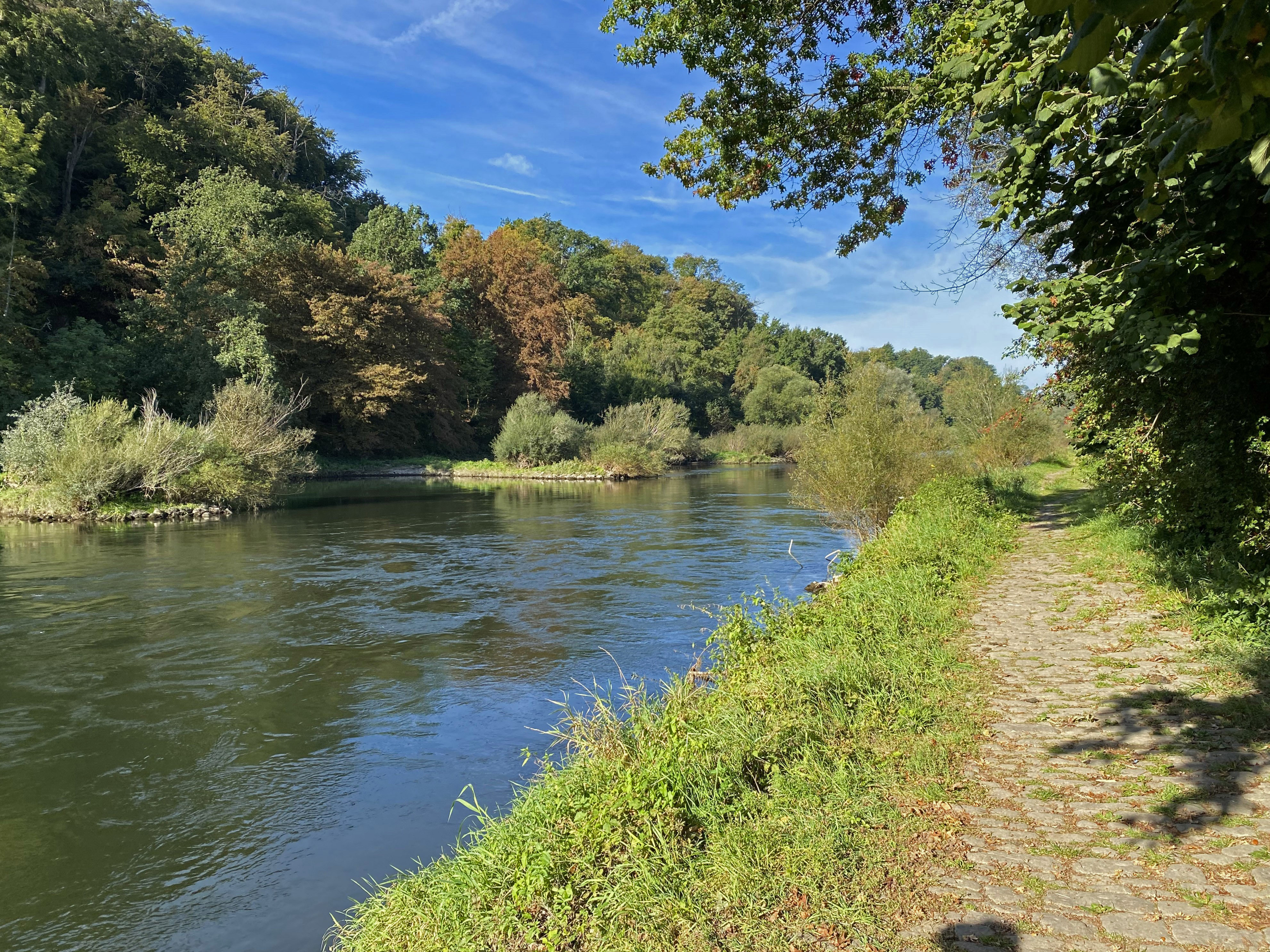